# 共和国宮殿 (ダカール)
共和国宮殿 (フランス語: palais de la République)は、セネガル共和国の首都ダカールにあるセネガル大統領の官邸。

## 歴史
1907年に設立された共和国宮殿は、歴代のセネガル大統領の官邸として使用されている。現在の入居者は第5代大統領バシル・ジョマイ・ファイである。

## 宮殿内
共和国宮殿内には大統領執務室、会議室、大統領スタッフの事務所、大統領及び家族の住居スペースが設置されている。